# Fleet (Hart)
Fleet – miasto w Anglii, w hrabstwie Hampshire, w dystrykcie Hart. Leży 45 km na północny wschód od miasta Winchester i 56 km na południowy zachód od Londynu. W 2007 miasto liczyło 31 687 mieszkańców.